# Kano (miasto)
Kano – miasto w Nigerii, stolica stanu Kano. Liczy około 2.376 tys. mieszkańców (2010).
Ośrodek handlu, ważny węzeł transportowy. W mieście znajduje się międzynarodowe lotnisko. Kano jest siedzibą uniwersytetu Bayero University Kano oraz innych szkół wyższych. Mieści się tutaj jeden z najważniejszych meczetów w kraju.
Otoczone zabytkowymi murami. Wśród interesujących obiektów można wymienić rozległy targ „Kurmi”, znany z oferowanych nań wyrobów tradycyjnych jak biżuteria, stroje, wyroby skórzane. W pobliżu leżą stare farbiarnie, będące wciąż w użytku. Tradycyjnymi metodami farbuje się materiały na kolor indygo. Istnieje kilka głównych wzorów, które wciąż na nowo odtwarza się na materiałach metodą batiku. W granicach starego miasta znajduje się również Pałac Emira Gidan Rumfa pochodzący z XV stulecia, Główny Meczet, Meczet Gidan Makama, budynek Gida Dan Hausa.
Miasto powstało na początku XI w. jako niezależne państwo-miasto ludu Hausa. Było jednym z najpotężniejszych państw regionu aż do początku XX w. Miasto bogaciło się na transsaharyjskim handlu złotem, skórami, kością słoniową, solą i niewolnikami. Szczyt rozkwitu przypadł prawdopodobnie na XIV w., gdy islam uzyskał znaczącą rolę. W XV w. powstał Główny Meczet. W XVIII w. toczono walki z sąsiadującym królestwem Sokoto. W XIX stuleciu Fulanie podporządkowali sobie Kano. W 1903 Brytyjczycy zdobyli miasto.
Obecnie jest ważnym centrum handlowym. Posiada kilka wielkich targów. Poza starym miastem, znajduje się nowoczesna dzielnica willowa oraz Sabon Gari, miejsce zamieszkania wszystkich przyjezdnych z południa kraju. Nie obowiązują tam reguły szariatu, jest to więc miejsce rozrywki, pełne barów, restauracji, miejsc tanecznych. W mieście rozwinął się przemysł włókienniczy, spożywczy, skórzano-obuwniczy, odzieżowy, chemiczny oraz cementowy.
Z Kano pochodzi znany biznesmen Aliko Dangote, najbogatszy Nigeryjczyk i Afrykańczyk. Z miasta pochodzi również abp Jude Thaddeus Okolo, nuncjusz apostolski w Czechach.